# Panika bankowa

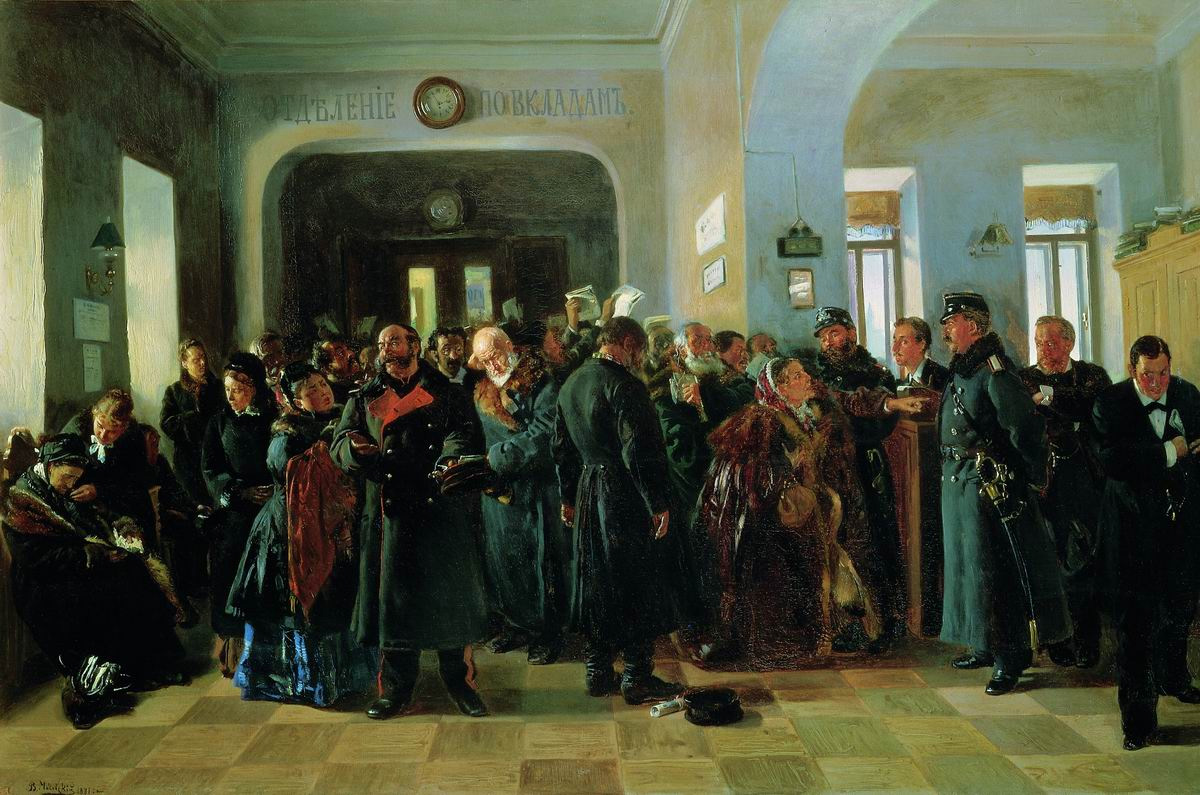
Władimir Makowski: Krach banku, obraz z 1881

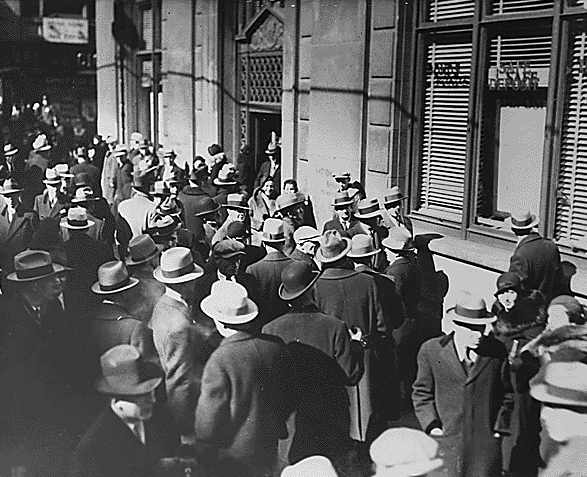
Wielki kryzys, panika bankowa w USA (1933)

Panika bankowa, szturm na bank, run na bank (ang. bank run "bieg bankowy") – występuje w systemie rezerwy cząstkowej, gdy w tym samym czasie duża liczba klientów pragnie wycofać swoje depozyty z danej instytucji finansowej, uznając, że dana instytucja finansowa ma (lub jest bardzo prawdopodobne, że będzie mieć) problemy z wypłacalnością. Jeśli wystąpią trudności z wycofywaniem depozytów i informacja o tym fakcie rozprzestrzeni się (np. na zasadzie plotki), to proces ten może szybko nabrać tempa, doprowadzając do realizacji swego rodzaju samospełniającej się przepowiedni. Między stopniem zaufania klientów do banku a jego kondycją finansową występuje bowiem dodatnie sprzężenie zwrotne – kiedy więcej ludzi chce wycofać swoje depozyty, prawdopodobieństwo niewypłacalności banku rośnie, przyczyniając się do dalszego wzrostu liczby ludzi decydujących się na wycofanie depozytów itd. Utrata płynności finansowej przez bank w rezultacie wspomnianego procesu może w szybkim czasie doprowadzić do faktycznej niewypłacalności i bankructwa.
Im mniejszy jest poziom rezerw gotówkowych, tym większe prawdopodobieństwo runu na bank. Panika bankowa nie wystąpi w sytuacji stuprocentowej rezerwy. Panika bankowa w całym kraju (lub regionie) występuje, gdy wiele banków nie jest w stanie zapewnić wypłaty depozytów na bieżąco. Sytuacja taka może przerodzić się w kryzys finansowy, którego skutki mogą negatywnie oddziaływać na realną sferę gospodarki w całym kraju (regionie).

## Sposoby przeciwdziałania
Współcześnie paniki bankowe są zjawiskiem rzadkim. W celu przeciwdziałania temu zjawisku banki centralne są skłonne udostępniać środki finansowe dla strukturalnie wypłacalnych banków, u których wystąpiły przejściowe problemy z płynnością. Banki centralne działają wówczas jako pożyczkodawcy ostatniej instancji. Innymi działaniami mającymi na celu zapobieżenie lub złagodzenie skutków paniki bankowej są wykup przez rząd zagrożonych banków, nadzór i regulacja banków komercyjnych, rozwój systemów gwarantowania depozytów oraz uporządkowana likwidacja niewypłacalnych banków.

## Historyczne przykłady
W Stanach Zjednoczonych paniki bankowe wystąpiły w latach 1893, 1895, 1907 oraz w latach trzydziestych XX w. (w czasie wielkiego kryzysu), kiedy to doprowadziły do upadku 9000 banków. Ostatnim przykładem w Polsce był Getin Bank w listopadzie 2018.